# Rachid Aït-Atmane
Rachid Aït-Atmane (Bobigny, 4 de fevereiro de 1993) é um futebolista profissional argelino que atua como meia, atualmente defende o Sporting Gijón.

## Carreira

### Rio 2016
Rachid Aït-Atmane fez parte do elenco da Seleção Argelina de Futebol nas Olimpíadas de 2016.